# Ceolwulf I av Mercia
Ceolwulf I av Mercia, död 823, var en engelsk monark. Han var kung av Mercia 821–823. 